# Арнаут
Арнаут или Арнаути е турското название на албанците, служили на Османската империя. Идва от гръцкото название на албанците – арванити.
Албанците още от времето на Карл I Анжуйски и Душановата империя са използвани като войнишко население за колонизирането на Южен Епир, Тесалия, Етолия, Акарнания, Атика. Атинското херцогство също ги използвало като наемници, в резултат на което те се озовали и в Пелопонес.